# 103 Dywizja Zmotoryzowana (ZSRR)
103 Dywizja Zmotoryzowana – zmotoryzowany związek taktyczny piechoty Armii Czerwonej okresu II wojny światowej.

## Działania bojowe
Sformowana 8 lipca 1941 roku. Uczestniczyła w kontratakach Frontu Rezerwowego w okolicach Smoleńska m.in. w walkach o Jelnię. 28 sierpnia 1941 przeformowana w 103 Dywizję Strzelecką (I formowania).

## Skład
- 583 pułk strzelców zmotoryzowanych
- 688 pułk strzelców zmotoryzowanych
- 147 pułk pancerny
- 271 pułk haubic
- 155 samodzielny batalion przeciwpancerny
- 256 samodzielny dywizjon przeciwlotniczy
- 98 batalion rozpoznawczy
- 141 batalion inżynieryjny
- 146 samodzielny batalion łączności
- 139 batalion sanitarny
- 110 batalion transportowy
- 198 batalion remontowy
- 196 poczta polowa
- 214 polowa kasa Gosbanku.

## Dowódcy
- generał major Grigorij T. Timofiejew - do 10.07.1941
- podpułkownik W. I. Sołowiew - 22.09 - 10.08.1941
- generał major Iwan I. Biriczew